# Gampong Cot (Seunagan)
Gampong Cot is een bestuurslaag in het regentschap Nagan Raya van de provincie Atjeh, Indonesië. Gampong Cot telt 389 inwoners (volkstelling 2010).